# Туомас Холопајнен
Туомас Лаури Јоханес Холопајнен (фин. Tuomas Lauri Johannes Holopainen) је композитор, текстописац, клавијатуриста и фронтмен симфонијског метал бенда Најтвиш из Финске.

## Биографија
Туомас Лаури Јоханес Холопајнен (Tuomas Lauri Johannes Holopainen) рођен је 25. децембра 1976. године у селу Ките (Kitee, Itä-Suomi), у источној Финској, близу границе са Русијом, као треће, најмлађе дете у породици. Туомас има старијег брата и сестру. Веома је везан за своју породицу, на шта указује и чињеница да још увек живи у породичној кући. Са седам година почиње да свира клавир, да би годину дана касније, када је пошао у музичку школу, одлучио да му главни инструмент буде кларинет. За време служења војног рока, свирао је кларинет у војном оркестру, и од тада, како он каже, није га више узео у руке. 
Туомас је веома сензитивна особа са дубоким осећањима. Свака његова песма рефлектује догађај који је оставио упечатљив траг на његов живот. Песма „Оушн соул“ никада није извођена уживо ни на једном концерту, јер је му је она, како он каже, најинтимнија. Туомас сву своју креативност, енергију и љубав улаже у свој бенд Најтвиш, кроз чије нам стихове и музику несебично дарује велики део себе. Иако повучен и ненаметљив, искреност његових бурних осећања исказаних кроз његово аутентично уметничко стваралаштво нуди нам спознају једне дивне особе, веома богатог духа и чедног срца.
Фасциниран је митологијом и свим облицима „нестварног“, његова омиљена књига је Господар прстенова, а обожавалац је и Дизнијевих цртаних филмова. Признаје да све до 1992. године није могао да слуша ништа „теже“ од Квина, и да га је одлазак на Металикин концерт, за време боравка у Америци, сасвим преокренуо у музичком погледу. Туомас приватно ужива уз звуке инструменталиста и својих идола Ханса Цимера и Вангелиса. Воли филмску музику и подржава све своје финске колеге који доприносе метал музици. Његова креативност и људи које воли су му најважнији у животу у којем, како он каже, ништа није немогуће.

## Бендови
Са шеснаест година придружио се локалном бенду Дисмл сајленс, у којем је по први пут почео да свира клавијатуре. 1995. године са бендом Дарквудс Маи Битроуд потписује се као аутор две песме. Сарађивао је са многим бендовима, али је његов главни ауторски пројекат Најтвиш (који је основао у сарадњи са Тарјом Турунен) доживео светски успех и признање. Тренутно активно свира у бенду познатог финског музичара Тима Раутијајнена, на чијем се последњем албуму потписао као аутор текста за песму Hiljaisen talven lapsi ("Тихо зимско дете"). Осим са Тимом, ради са бендом Фор мај пејн.